# Communauté de communes du Pays d'Urfé
La communauté de communes du Pays d'Urfé est une communauté de communes française, située dans le département de la Loire et la région Auvergne-Rhône-Alpes.

## Historique
La communauté de communes est créée le 28 juin 1996.

## Territoire communautaire

### Composition
La communauté de communes est composée des 11 communes suivantes :

| Nom                            | Code Insee | Gentilé         | Superficie (km2) | Population (dernière pop. légale) | Densité (hab./km2) |
| ------------------------------ | ---------- | --------------- | ---------------- | --------------------------------- | ------------------ |
| Saint-Just-en-Chevalet (siège) | 42248      | Saint-Jurauds   | 29,19            | 1 145 (2022)                      | 39                 |
| Champoly                       | 42047      | Champolitains   | 14,89            | 315 (2022)                        | 21                 |
| Chausseterre                   | 42339      | Chausseterriens | 16,58            | 213 (2022)                        | 13                 |
| Cherier                        | 42061      | Chausseterrois  | 28,11            | 522 (2022)                        | 19                 |
| Cremeaux                       | 42076      | Cremeausiens    | 33,32            | 913 (2022)                        | 27                 |
| Juré                           | 42116      | Jurésiens       | 12,07            | 245 (2022)                        | 20                 |
| Saint-Marcel-d'Urfé            | 42255      |                 | 13,92            | 269 (2022)                        | 19                 |
| Saint-Priest-la-Prugne         | 42276      | Saint-Priestois | 36,68            | 412 (2022)                        | 11                 |
| Saint-Romain-d'Urfé            | 42282      |                 | 15               | 235 (2022)                        | 16                 |
| Les Salles                     | 42295      | Salards         | 25,22            | 562 (2022)                        | 22                 |
| La Tuilière                    | 42314      |                 | 31,09            | 273 (2022)                        | 8,8                |

### Démographie
| 1968  | 1975  | 1982  | 1990  | 1999  | 2008  | 2013  | 2018  |
| ----- | ----- | ----- | ----- | ----- | ----- | ----- | ----- |
| 7 486 | 6 607 | 6 095 | 5 512 | 5 097 | 5 194 | 5 126 | 5 209 |

## Administration

### Siège
Le siège de la communauté de communes est situé à Saint-Just-en-Chevalet.

### Les élus
La communauté de communes est gérée par un conseil communautaire composé de 27 conseillers représentant chacune des communes membres et élus pour une durée de six ans.
Ils sont répartis comme suit. :
| Nombre de conseillers | Communes |
| --------------------- | --- |
| 6                     | Saint-Just-en-Chevalet                                                                                             |
| 4                     | Cremeaux |
| 2                     | Champoly, Cherier, Juré, Saint-Marcel-d'Urfé, Saint-Priest-la-Prugne, Saint-Romain-d'Urfé, Les Salles, La Tuilière |
| 1 (+1 suppléant)      | Chausseterre |

### Présidence
| Période                                  | Période  | Identité           | Étiquette | Qualité |
| ---------------------------------------- | -------- | ------------------ | --------- | --- |
| Les données manquantes sont à compléter. |          |                    |           | |
| juin 1996                                | 2001     | Philippe Macke     | RPR       | médecin, conseiller général du canton de Saint-Just-en-Chevalet, 1er adjoint au maire de Saint-Just-en-Chevalet, conseiller régional (1998-2004) |
| 2001                                     | 2008     | Jean-Hugues Demure | DVD       | Restaurateur, maire de Juré (1989 → 2014) |
| 2008                                     | 2013     | Michel Girin       | DVG       | Instituteur, maire de Chausseterre (1995 → 2014)                                                                                                 |
| 2013                                     | 2020     | Daniel Perotti     | SE        | Fonctionnaire maire de Champoly (1995 → 2020) |
| 2020                                     | En cours | Charles Labouré    | SE        | maire de Cherier (2014 → ) |

### Régime fiscal et budget
Le régime fiscal de la communauté de communes est la fiscalité additionnelle (FA).